# Димитър Векилов
Димитър Стоев Векилов е български революционер от село Копривщица. Участник е в четата на Христо Ботев войвода и в боевете на връх Шипка по време на Освободителната война. По-малък брат е на Евлампия Векилова, ушила главното бойно знаме на копривщенските въстаници от 1876 година.
Дядото на Димитър е бил векилин, т.е. пълномощник на населението пред турските власти, и оттам идва фамилното име на рода. Бащата на Димитър при пътуване до Филибе е ранен след падане от коня си, при което ослепява. През всичките двадесет и пет години и след инцидента семейството се издържа от Евлампия, учителствала в Русе, Враца, Силистра и Копривщица.
Когато сестрата работи в Русе, взима Димитър при себе си и му помага да отвори бакалница, за да може да се препитава. Там революционно настроената учителка го свързва с просветителски и революционни кръгове на българите. В годините между 1874 и 1875 Димитър Векилов минава в Румъния и живее нелекия живот с хъшовете.
Като редови четник преминава с градинарите на Христо Ботев Дунава, но след последвалия разгром и смъртта на войводата заедно с групата около Никола Войновски се отделя по пътя заедно други трима оцелели четници. Години по-късно във връзка с издаването на поборническо свидетелство за Димитър неговият брат по съдба Спас Соколов пише, че копривщенецът е заловен с негов другар и е откаран в Пирдоп. Свидетелствата на Георги Тахов казват, че Димитър е закаран в Златица, откъдето успява да избяга. Трети разкази по този повод са тези на Атанас Свещаров, според когото той се отделил от другите и се е укрил в Копривщица. Според приетите за най-достоверни сведения на неговия внук Йоаким Луков Средков заедно с други двама Димитър научава, че са предадени от овчари. Под угрозата от съдебен процес и евентуално обесване другарите бягат, а Димитър се укрива в родния си дом.
Изпитанията в живота на Димитър Векилов не приключват с тези премеждия. Заловен и подложен на тежки изтезания с нажежени вериги на врата му и оскубани мустаци, успява една нощ да се измъкне и е прибран в тежко състояние от сестра му Евлампия. Тя го крие четири месеца през деня на тавана на къщата, а през нощта – в мазето. Цери го с лечебни мехлеми и налага раните му с пресни животински кожи, без дори да съобщи на другите сестри, че брат им си е у дома.
След излекуването Димитър е изпратен в Пловдив за по-сигурно, но това е илюзия на голямата сестра. Димитър Векилов незабавно се записва в Българското опълчение, с което взима участие в битките на връх Шипка.
След Освобождението се заселва в Пещера, взима си жена, а родената си дъщеря нарича Евлампия.